# Súper Rugby 1999
El Super 12 1999 fue la cuarta edición del torneo hoy llamado Super Rugby, que es disputado por equipos de Australia, Nueva Zelanda y Sudáfrica.

## Clasificación
- 4 puntos por ganar.
- 2 puntos por empatar.
- 1 punto bonus por perder por siete puntos o menos.
- 1 punto bonus por anotar cuatro o más tries en un partido.

| Pos. | Equipo      | PJ | Gan | Emp | Per | PaF | PeC | Dif  | BP | Pts |
| ---- | ----------- | -- | --- | --- | --- | --- | --- | ---- | -- | --- |
| 1    | Reds        | 11 | 8   | 1   | 2   | 233 | 170 | +63  | 2  | 36  |
| 2    | Stormers    | 11 | 8   | 0   | 3   | 290 | 244 | +46  | 4  | 36  |
| 3    | Highlanders | 11 | 8   | 0   | 3   | 280 | 203 | +77  | 3  | 35  |
| 4    | Crusaders   | 11 | 7   | 1   | 3   | 324 | 262 | +62  | 3  | 33  |
| 5    | Brumbies    | 11 | 5   | 0   | 6   | 278 | 195 | +83  | 8  | 28  |
| 6    | Chiefs      | 11 | 5   | 0   | 6   | 248 | 301 | -53  | 6  | 26  |
| 7    | Sharks      | 11 | 5   | 1   | 5   | 241 | 232 | +9   | 3  | 25  |
| 8    | Waratahs    | 11 | 4   | 1   | 6   | 246 | 248 | -2   | 6  | 24  |
| 9    | Blues       | 11 | 4   | 1   | 6   | 202 | 201 | +1   | 5  | 23  |
| 10   | Hurricanes  | 11 | 4   | 1   | 6   | 213 | 226 | -13  | 4  | 22  |
| 11   | Cats        | 11 | 4   | 0   | 7   | 312 | 341 | -29  | 6  | 22  |
| 12   | Bulls       | 11 | 1   | 0   | 10  | 203 | 447 | -244 | 3  | 7   |

## Fase final

### Semifinales
| 22 de mayo de 1999 | Reds | 22 – 28 | Crusaders | Ballymore Stadium, Brisbane, |  |

| 23 de mayo de 1999 | Stormers | 18 - 33 | Highlanders | Newlands Stadium, Ciudad del Cabo, |  |

### Final
| 30 de mayo de 1999 | Highlanders | 19 – 24 | Crusaders | Carisbrook, Dunedin,            |  |
|                    |             |         |           | Asistencia: 41.500 espectadores |  |

| Bandera de Nueva Zelanda |
| Campeón Crusaders        |
| Segundo título           |